# Matteo Milli
Matteo Milli (Roma, 22 aprile 1989) è un nuotatore italiano, specializzato nel dorso. Attualmente content creator acquatico e allenatore e preparatore della squadra agonistica In Sport Rane Rosse a Milano (Cormano). 

## Biografia
Nato a Roma il 22 aprile 1989, ha iniziato a nuotare dall'età di 4 anni, continuando la sua carriera agonistica fino all'età di 11 presso l' A.S.D. New Green Hill.
Più volte campione italiano nelle specialità a dorso, è stato convocato diverse volte nella nazionale italiana: nel 2011 ai campionati europei in vasca corta di Stettino arriva decimo sia nei 100 dorso che nella distanza doppia e in semifinale nei 50 dorso. Nel 2012 viene convocato per gli europei del 2012, dove arriva in semifinale sia nei 100 dorso che nei 200 dorso, fermandosi in batteria nella specialità più breve dei 50 dorso.
La sua vittoria più importante la ottiene nel 2013 nei 100 dorso ai Giochi del Mediterraneo di Mersin, mentre nel 2017 partecipa ai mondiali, dove arriva alle semifinali nei 100 dorso, venendo invece eliminato in batteria nei 50 dorso. Nella stessa manifestazione partecipa alla finale con la staffetta italiana della 4x100 mista, che si classifica all'ottavo posto.
Il 2019 è stato un anno di cambiamenti poiché ha deciso di affiancare gli allenamenti in acqua con la Pesistica Olimpica, iniziando ad allenarsi con una squadra tessera per la FIPE.
Primati personali:
- (v25):  50 do "23.45 / 100 do "51.10 / 200 do "1.54.34
- (v50):  50 do "25.01 / 100 do "54.17 / 200 do "1.58.84

## Palmarès
- 201Giochi del Mediterraneo

Mersin 2013: oro nei 100m dorso e nella 4x100m misti.
| Anno | Manifestazione                           | Sede     | Evento | Risultato                                                                                             | Prestazione | Note |
| ---- | ---------------------------------------- | -------- | ------ | --- | ----------- | ---- |
| 2009 | Campionati Italiani assoluti             |          |        | argento 200 dorso                                                                                     |             |      |
| 2009 | Universiadi                              | Belgrado |        | nono classificato 200 dorso                                                                           |             |      |
| 2009 | Campionati italiani assoluti invernali   | Riccione |        | bronzo 50 dorso                                                                                       |             |      |
| 2010 | Campionati italiani assoluti             |          |        | argento 200 dorso                                                                                     |             |      |
| 2010 | Campionati italiani di categoria         |          |        | bronzo 100 dorso bronzo 50 dorso                                                                      |             |      |
| 2010 | trofeo settecolli                        |          |        | argento 200 dorso                                                                                     |             |      |
| 2010 | Campionati assoluti estivi               |          |        | argento 100 dorso bronzo 50 dorso                                                                     |             |      |
| 2010 | Campionati assoluti invernali            |          |        | argento 100 dorso bronzo 50 dorso                                                                     |             |      |
| 2011 | Campionati Italiani Assoluti primaverili | Riccione |        | argento 200 dorso bronzo 100 dorso                                                                    |             |      |
| 2011 | campionati italiani assoluti             | ostia    |        | argento 50 dorso oro 100 dorso oro 200 dorso argento 4x50 mista                                       |             |      |
| 2011 | campionati italiani assoluti invernali   |          |        | argento 100 dorso argento 200 dorso                                                                   |             |      |
| 2011 | campionato europeo di vasca corta        | Stettino |        | 9 posto 200 dorso 12 posto 50 dorso 8 posto 100 dorso                                                 |             |      |
| 2012 | campionati italiani assoluti primaverili |          |        | argento 100 dorso argento 200 dorso                                                                   |             |      |
| 2012 | campionato europeo di vasca lunga        |          |        | 10 posto 100 dorso 9 posto 200 dorso oro con la staffetta 4x100 mista (frazionista in qualificazione) |             |      |
| 2012 | trofeo settebelli                        |          |        | 4 posto 200 dorso (1°italiano) 7 posto 100 dorso (1°italiano)                                         |             |      |
| 2012 | campionati italiani assoluti invernali   |          |        | bronzo 100 dorso bronzo 200 dorso                                                                     |             |      |
| 2013 | campionati italiani primaverili          |          |        | oro 100 dorso                                                                                         |             |      |
| 2013 | giochi del mediterraneo                  | Mersin   |        | oro 100 dorso oro 4x100 mista                                                                         |             |      |
| 2013 | settecolli                               |          |        | 4° 100 dorso 4° 50 dorso                                                                              |             |      |
| 2013 | universiade                              | Kazan    |        | finalista 100 dorso e 4x 100 mista                                                                    |             |      |
| 2013 | campionato italiano invernale            |          |        | oro 100 dorso                                                                                         |             |      |
| 2014 | campionato assoluto primaverile          |          |        | bronzo 50 dorso                                                                                       |             |      |
| 2014 | campionato italiano estivo               |          |        | oro 100 dorso argento 50 dorso                                                                        |             |      |
| 2014 | campionato italiano assoluto invernale   |          |        | 4°50 dorso 4°100 dorso                                                                                |             |      |
| 2015 | campionato italiano assoluto primaverile |          |        | 4°50 dorso 4°100 dorso                                                                                |             |      |
| 2015 | universiade qwangju                      |          |        | finalista 50 dorso 6° finalista 100 dorso 5°                                                          |             |      |
| 2015 | campionati italiani invernali            |          |        | bronzo 100 dorso bronzo 50 dorso                                                                      |             |      |
| 2016 | campionati italiani primaverili          |          |        | bronzo 100 dorso                                                                                      |             |      |
| 2016 | campionati italiani invernali            |          |        | oro 50 dorso argento 100 dorso                                                                        |             |      |
| 2017 | campionati italiani primaverili          |          |        | argento 50 dorso argento 100 dorso                                                                    |             |      |
| 2017 | trofeo settebelli                        |          |        | bronzo 50 dorso bronzo 100 dorso                                                                      |             |      |
| 2017 | campionato mondiale                      | Budapest |        | finalista 4x100 mista semifinalista 100 dorso                                                         |             |      |
| 2017 | universiade taipei                       |          |        | 4° 4x100 mista semifinalista 50 dorso                                                                 |             |      |
| 2017 | campionati italiani invernali            |          |        | bronzo 100 dorso                                                                                      |             |      |
| 2018 | campionati italiani primaverili          |          |        | 4°100 dorso 4°50 dorso                                                                                |             |      |
| 2018 | trofeo settecolli                        |          |        | bronzo 50 dorso bronzo 100 dorso                                                                      |             |      |
| 2018 | campionato italiano invernale            |          |        | oro 50 dorso bronzo 100 dorso                                                                         |             |      |
| 2019 | campionato italiano assoluto primaverile |          |        | argento 50 dorso bronzo 100 dorso                                                                     |             |      |
| 2019 | campionato assoluto invernale            |          |        | oro 50 dorso argento 100 dorso                                                                        |             |      |
| 2020 | campionato italiano assoluto             |          |        | oro 50 dorso                                                                                          |             |      |
| 2022 | campionato italiano assoluto invernale   |          |        | argento 50 dorso                                                                                      |             |      |